# 우렁이와 거머리
《우렁이와 거머리》는 1989년 2월 26일에 MBC TV에서 방영되었던 베스트셀러극장이다.

## 출연
- 임옥경
- 정승호
- 조성희
- 정진
- 이희도
- 정명환
- 조정순
- 김종아
- 조형기